# Лужма (посёлок)
Лу́жма — посёлок в Плесецком районе Архангельской области. Входит в состав Федовского сельского поселения.

## География
Посёлок расположен в 70 километрах от районного центра Плесецка и в 25 километрах от Федово, на 14-м километре Липаковской узкоколейной железной дороги. Окружён лесом. По восточной окраине посёлка протекает одноимённая река.

## История
Посёлок основан в 1952 году при лесозаготовках, осуществляемых Красновским леспромхозом, который располагался в посёлке Липаково. Для вывоза леса была построена узкоколейная железная дорога, посёлок Лужма возник на её 14-м километре и изначально планировался как временный, с расчётом на расселение после окончания заготовок леса на данном участке (что в итоге так и не было осуществлено). Значительную часть населения в первые годы составляли депортированные немцы Поволжья. В 2000 году был закрыт Красновский леспромхоз, в середине 2000-х прекращён вывоз леса. В данный момент экономика посёлка ограничена железной дорогой и магазином.

## Транспорт
В посёлке находится станция Лужма Липаковской УЖД. Три раза в неделю через неё курсирует пассажирский поезд Онега — Сеза, являющийся единственным способом попасть в Лужму. Автомобильные дороги в посёлок отсутствуют.

## Население
| 2002 | 2010 | 2012 |
| ---- | ---- | ---- |
| 244  | ↘72  | ↗84  |